# Hiéroglyphe égyptien G47
Pour les articles homonymes, voir Caneton.

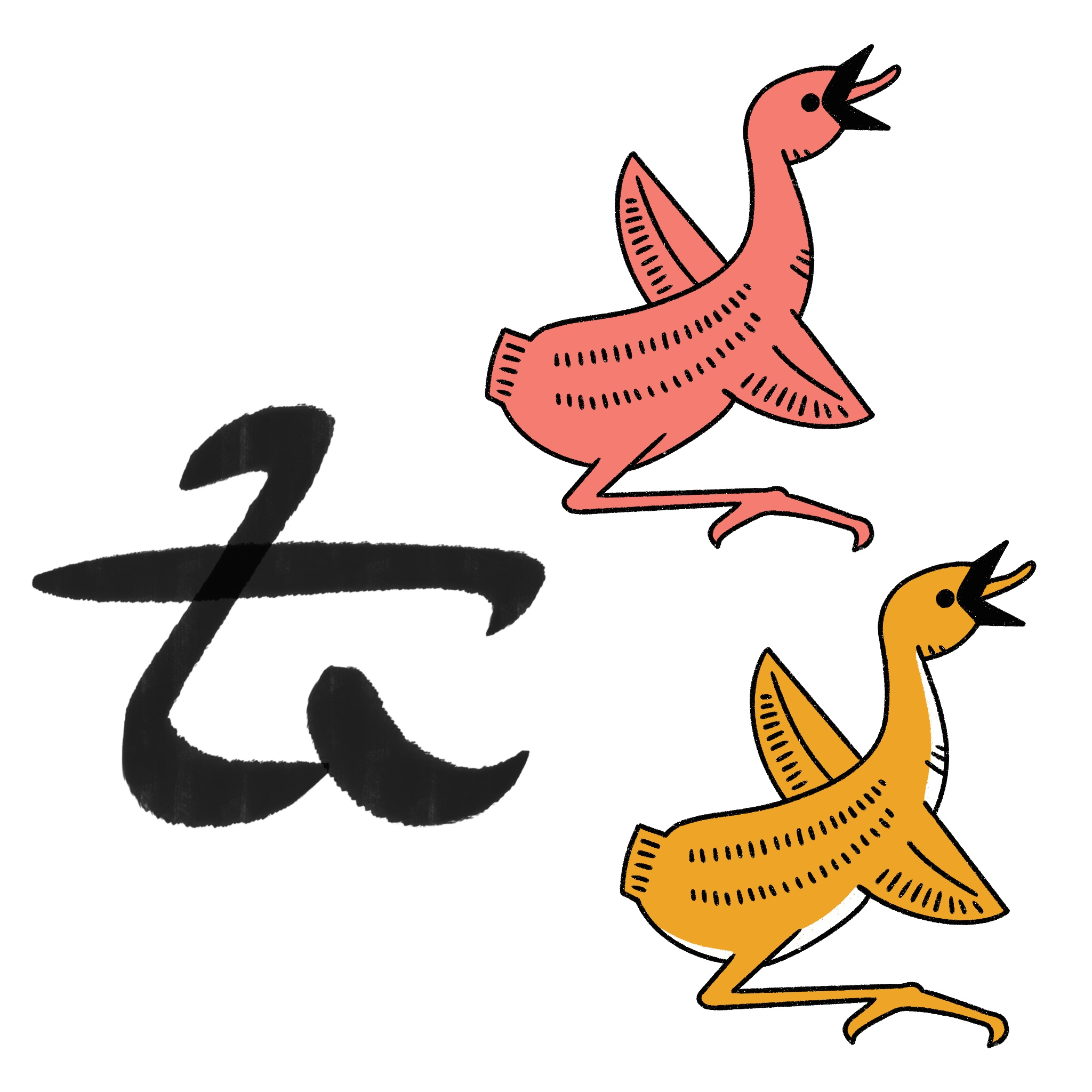
Version hiératique et hiéroglyphique

Le caneton, en hiéroglyphes égyptiens, est classifié dans la section G « Oiseaux » de la liste de Gardiner ; il y est noté G47. 

## Représentation
Il représente un caneton (Anas acuta (?)) jaune ou rose, ailes déployées. Il est translittéré ṯȝ.

## Utilisation
| G47 | Z1 |

| G47 | Z1 |

d'où son utilisation en tant que phonogramme bilitère de valeur ṯȝ.
| G47 | Z1 |

| G47 | Z1 |

## Exemples de mots
| i | G47 | A | A24 |

| i | G47 | A | A24 |

| G47 | A | i | i | D53 · A1 |

| G47 | A | i | i | D53 · A1 |

| G47 | t · Z1 | A1 |

| G47 | t · Z1 | A1 |